# Lee Hi
Lee Ha-yi (en hangul 이하시, Bucheon, 23 de septiembre de 1996), más conocida como Lee Hi, es una cantautora surcoreana. Se hizo conocida por ser la subcampeona del programa K-pop Star 1. Debutó como solista con el sencillo «1, 2, 3, 4» en octubre de 2012. La canción se ubicó en el primer puesto de Gaon Digital Chart y vendió 667 549 copias en su primera semana de lanzamiento.

## Biografía

### 1996-2016: Primeros años e inicio de carrera
Lee Hi nación en Bucheon, Corea del Sur el 23 de septiembre de 1996. En diciembre de 2011, participó en el programa K-pop Star 1, donde se convirtió en la subcampeona detrás de Park Ji-min. Posteriormente, firmó un contrato con la discográfica YG Entertainment. Semanas antes de su debut, apareció en el sencillo «It's Cold» de Epik High, que fue lanzado el 8 de octubre de 2012. El 24 de octubre, se anunció que Lee debutaría como solista con el nombre artístico «Lee Hi», con el sencillo digital «1, 2, 3, 4» el 28 de octubre. La primera presentación de la cantante en un programa musical fue en Inkigayo el 4 de noviembre, poco después de ganar su primera victoria en M! Countdown. La canción se ubicó en el primer puesto de Gaon Digital Chart, gracias a eso recibió el premio como «Canción del año» para el mes de noviembre en los premios Gaon Chart Music Awards. Tras el éxito de su canción debut, la cantante lanzó un sencillo titulado «Scarecrow», el 22 de noviembre. La canción fue escrita por J.Y. Park, fundador de JYP Entertainment.
El 2 de marzo de 2013, YG reveló que el primer álbum de Lee Hi, First Love, sería lanzado digitalmente el 7 de marzo, compuesto de cinco canciones, incluyendo el sencillo «It's Over», mientras que lanzamiento físico sería el 28 de marzo con diez canciones, incluyendo otro sencillo titulado «Rose». Las promociones iniciaron en el escenario de la segunda temporada de K-pop Star el 10 de marzo. En diciembre de 2013, se reveló que Lee Hi y Bom, exintegrante de 2NE1, debutarían como una subunidad llamada BOM&HI. Lanzaron el sencillo digital «All I Want For Christmas Is You», una cover de la canción de Mariah Carey, el 20 de diciembre. En noviembre de 2014, Lee y Suhyun de Akdong Musician formaron la subunidad Hi Suhyun y lanzaron el sencillo «I'm Different» en colaboración con Bobby de iKON. La primera presentación del dúo fue en Inkigayo el 16 de noviembre, luego de su primera victoria el 23 de noviembre.
El 9 de marzo de 2016, Lee lanzó un medio álbum, Seoulite, acompañado de los sencillos «Breathe» y «Hold My Hand», donde «Breathe» ganó el premio bonsang digital en los Golden Disc Awards. El 20 de abril, Seoulite fue lanzado como un álbum de estudio completo con el sencillo «My Star». Entre las canciones, Lee participó en la escritura y composición de «Passing By». El 28 de mayo, Lee apareció en el sencillo «Refrigerator» de Gill junto a Verbal Jint. El 19 de septiembre, para el drama Moon Lovers: Scarlet Heart Ryeo, la cantante en colaboración con Epik High, lanzó la canción «Can You Hear My Heart», seguido por otro tema en solitario «My Love», el 3 de octubre. El 31 de diciembre, Lee apareció en el especial Infinite Challenge Hip-hop & History de MBC como invitada destacada, apareciendo en el escenario con Yoo Jae-suk y Dok2.

### 2017-presente: Segundo EP y salida de YG Entertainment
El 28 de febrero de 2017, Lee apareció en el sencillo «X» de Code Kunst del álbum Muggles Mansion. El 28 de marzo, Lee también apareció en «On & On» de Dok2 del álbum Reborn, donde participó en la escritura y composición. Los días 17 y 18 de junio, el programa K-pop Star celebró un concierto titulado Kpop Star and Friends como cierre de la franquicia después de seis temporadas de emisión, las actuaciones incluyeron a Lee Hi y Akdong Musician. El 20 de agosto, Lee apareció en Party People de SBS, donde compartió que sufrió ataques de pánico menores en el pasado, durante la creación de su sencillo «Breathe» en 2016. El 23 de octubre, Lee apareció en el sencillo «Here Come the Regrets» de Epik High del álbum We've Done Something Wonderful. El 21 de marzo de 2018, debutó en el mercado japonés, embarcándose así en su gira por Japón. El 19 de octubre, Lee lanzó la banda sonora «Bohemian Rhapsody» para la película Bohemian Rhapsody.
El 15 de enero de 2019, Lee lanzó el sencillo digital «XI» con Code Kunst, la canción fue interpretada en vivo por primera vez en MBC Dreaming Radio. La cantante regresó con su EP, 24 °C, el 30 de mayo de 2019. El sencillo principal, «No One» encabezó todas las listas en Corea del Sur, incluidos Melon, Genie y Mnet. El 31 de diciembre de 2019, Lee Hi anunció que su contrato con YG Entertainment había finalizado.

## Anuncios
El 9 de marzo de 2017, Lee se asoció con la conocida marca de cosméticos MAC's Future Forward Collection para crear un lápiz labial rojo mate de edición especial bajo su nombre artístico Lee Hi. El lápiz labial estaba disponible en todo el mundo tanto en tienda como en línea.

## Discografía
| Álbumes de estudio - 2013: First Love - 2016: Seoulite - 2021: 4 ONLY Miniálbumes - 2013: First Love Part. 1 - 2016: Seoulite Part. 1 - 2016: Seoulite Part. 2 - 2019: 24 °C | Álbum de estudio - 2018: Lee Hi Japan Debut Album |

## Filmografía

### Programas de Televisión
| Año  | Título              | Canal   | Notas              | Ref.   |
| ---- | ------------------- | ------- | ------------------ | ------ |
| 2011 | K-pop Star 1        | SBS     | Concursante        | [ 3 ]  |
| 2016 | Hi TV               | V Live  | 10 episodios       | [ 28 ] |
| 2017 | Relationship Appeal | OnStyle | Miembro del elenco | [ 29 ] |
| 2017 | King of Mask Singer | MBC     | Concursante        | [ 30 ] |
| 2019 | H24°I               | YouTube | 5 episodios        | [ 31 ] |

## Nominaciones
| Año  | Premios |
| ---- | --- |
| 2012 | - KM Music Triangle (07/11): "1, 2, 3, 4" - Mnet M! Countdown (08/11): "1, 2, 3, 4" - KM Music Triangle (14/11): "1, 2, 3, 4" - Mnet M! Countdown (15/11): "1, 2, 3, 4" - KM Music Triangle (21/11): "1, 2, 3, 4" (Triple Crown) - Mnet M! Countdown (22/11): "1, 2, 3, 4" (Triple Crown) - Soompi Awards: Musical list (TOP 50): Since No. 27 - Soompi Awards: Rookie Of The Year |
| 2013 | - 27th Golden Disk Awards: Best Rokie Award "1, 2, 3, 4" - 22th Seoul Music Awards: Best Rookie Award "1, 2, 3, 4" - 2th Gaon KPop Charts Awards: Digital Single of November "1, 2, 3, 4" - Mnet M! Countdown (21/03): "It's Over" - SBS Inkigayo (24/03): "It's Over" - Mnet M! Countdown (11/04): "Rose" - SBS Inkigayo (14/04): "Rose"                                          |
| 2014 | - Korean Music Awards: Female Musician Of The Year-Netizen Vote |
| 2016 | - Mnet M! Countdown (17/03): "Breathe" - SBS Inkigayo (20/03): "Breathe" |
| 2017 | - 31th Golden Disk Awards: Digital Song Bonsang |
| 2019 | - Mnet M! Countdown (06/06): "No One (Feat. B.I)" - SBS Inkigayo (16/06): "No One (Feat. B.I)" |
| 2020 | - Genie Music Award: Best R&B/Soul Track (Holo) |
| 2021 | - Korean Hip Hop Awards: R&B Track Of The Year (Holo) |